# Библиотека Чидси
Библиотека Чидси (англ. Chidsey Library) или Здание Чидси (англ. Chidsey Building) ― историческое здание в городе Сарасота, штат Флорида, США по адресу Норт-Тамиани-трейл, 701. Здесь с 1941 по 1976 год располагалась первая публичная библиотека города. 

## История
Архитектурный проект здания библиотеки был выполнен Студией Архитектуры Мартина, сотрудниками которой были Томас Рид Мартин и Фрэнк С. Мартин.  Библиотека Чидси открылась в мае 1941 года и стала первой публичной библиотекой в истории Сарасоты. Здание было названо в честь местных меценатов Джона и Иды Чидси в ноябре 1941 года, поскольку именно они сделали возможным его строительство, оплатив большую часть стоимости проекта, которая на тот момент составила приблизительно 25 000 долларов США (или 321 000 долларов по меркам 2016 года).
В 1974 году администрация округа Сарасота взяла на себя задачу о финансировании всех публичных библиотек округа. Здание Чидси использовалось для нужд библиотеки вплоть до 1976 года, после чего она переместилась в здание, расположенное в том месте, где сейчас находится ныне не существующий научный музей G-Wiz. В то же время архив округа Сарасота переместился в библиотеку Чидси, заняв часть её помещений. В 1998 году весь фонд библиотеки Чидс был перенесён в публичную библиотеку Селби, а её здание на данный момент полностью используется для нужд окружного архива.